# Crystyle
Albums de CLC
Chamisma
(2016) Free'sm
(2017)
Singles
1. Hobgoblin
Sortie : 17 janvier 2017

Crystyle est le cinquième mini-album du girl group sud-coréen CLC. Il est paru le 17 janvier 2017 sous Cube Entertainment et distribué sous CJ E&M.

## Single
La piste principale de l’album, "Hobgoblin" est un titre EDM trap écrit par Hyuna, Seo Jaewoo, Big Sancho et Son Youngjin, qui ont précédemment travaillé sur le titre "Crazy" de 4Minute. Le clip vidéo est mis en ligne en même temps que l’album,,,.

## Liste des pistes
| 1.    | Liar                              | Big Sancho, Yorkie                          | Devine Channel, Holiday                               | Devine Channel, Holiday              | 3:17 |
| 2.    | Hobgoblin (도깨비; Dokkaebi)      | Hyuna, Seo Jaewoo, Big Sancho, Son Youngjin | Seo Jaewoo, Big Sancho, Son Yeongjin                  | Seo Jaewoo, Big Sancho, Son Yeongjin | 3:40 |
| 3.    | Mistake                           | Big Sancho, Ferdy, Jang Yeeun               | Big Sancho, Ferdy, Devine Channel                     | Big Sancho, Ferdy                    | 3:08 |
| 4.    | Meow Meow (미유미유)              | Son Youngjin, Jo Sungho                     | Son Youngjin, Jo Sungho, Geoff Earley, Devine Channel | Son Youngjin, Geoff Earley           | 3:18 |
| 5.    | I Mean That (말이야; Malliya)     | Son Youngjin, Kang Dongha, Jang Yeeun       | Son Youngjin, Kang Dongha                             | Son Youngjin, Kang Dongha            | 3:14 |
| 6.    | Depression (눈물병; Nunmulbyeong) | Son Youngjin, Jo Sungho                     | Son Youngjin, Jo Sungho                               | Son Youngjin, Jo Sungho              | 3:27 |
| 19:54 |                                   |                                             |                                                       |                                      |      |

## Classements

### Hebdomadaires
| Classement (2017)               | Meilleures positions |
| ------------------------------- | -------------------- |
| Corée du Sud (Gaon Album Chart) | 10                   |
| Etats-Unis (World Albums Chart) | 6                    |

### Mensuels
| Classement (2017)               | Meilleure position |
| ------------------------------- | ------------------ |
| Corée du Sud (Gaon Album Chart) | 30                 |

## Historique de sortie
| Région       | Date            | Format                       | Label                      |
| ------------ | --------------- | ---------------------------- | -------------------------- |
| Monde        | 17 janvier 2017 | Téléchargement numérique     | Cube Entertainment, CJ E&M |
| Corée du Sud | 17 janvier 2017 | Téléchargement numérique, CD | Cube Entertainment, CJ E&M |